# Orangutan
Orangutan (Pongo) je rod primata iz porodice velikih čovjekolikih majmuna. Njegovo ime na malajskom znači "šumski čovjek". Živi u Jugoistočnoj Aziji i jedini je čovjekoliki majmun koji živi samotnjački i na stablima najveći dio života. 

## Rasprostranjenost
Orangutan je stanovnik tropskih kišnih šuma i danas živi još samo na Borneu i Sumatri. Podvrsta koja živi na Borneu nazvana je P. p. abelii, a na Sumatri su podvrste P. p. pygmaeus i P. tapanuliensis. Fosilni nalazi govore, da su ranije živjeli od južne Kine preko Vijetnama sve do Malajskog poluotoka do Jave. Stotinjak orangutana viđeno je na planini Kinabalu uz mnoge druge rijetke i endemske vrste.

## Opis
Već na prvi pogled se orangutan razlikuje od svih drugih drugih čovjekolikih majmuna cvenkasto smeđom bojom svog krzna i vrlo dugim rukama. Odrasla životinja je visoka između 1,2 i 1,5 m, dok im je raspon ruku do 2,2 m. Mužjaci svojom težinom od 50 do 90 kg su značajno teži od ženki koje dosežu samo 30 do 50 kg. (Ove vrijednosti se odnose na životinje koje žive slobodno u prirodi, dok dobro hranjene životinje koje su na skrbi ljudi mogu doseći i do 150 kg).
Ruke su im duge i snažne, a kao kod svih majmuna koji žive na drveću, palčevi su im zakržljali, a noge su im kratke i relativno slabe. Lica im obilježava visoko čelo i izbočene vilice. Osim toga, odrasli mužjaci imaju izrasline na obrazima koje rastu čitav život, pa te izrasline kod starih mužjaka djeluju vrlo impresivno.

## Način života

### Životni prostor i kretanje
Orangutani uglavnom žive kao samotnjaci u krošnjama stabala kišnim šumama i najveći su stanovnici drveća. Može ih se naći u močvarnim šumama obalnih područja kao i u šumama brdovitih područja do 1.500 m nadmorske visine. To su dnevne životinje, a za noć grade u krošnji gnijezda od grana i lišća. U pravilu svake noći grade novo gnijezdo, rijetko koriste isto gnijezdo još jednom. Na tlo silaze samo ako nema načina da preko krošnje stignu na drugo stablo. Tlom se kreću na sva četiri ekstremiteta i vrlo su plahi. 
Drvećem se penju, hodaju granom ili idu s grane na granu hvatajući se svojim dugim rukama. Kretnje su im sporije nego, recimo, gibonove. Od kiše i podnevnog sunda sklanjaju se pod velike listove koje drže nad glavom.

### Socijalno ponašanje
Orangutani uglavnom žive samotnjački, samo ponekad u malim grupama. To su teritorijalne životinje. Veličina revira jednog mužjaka je 2 do 6 km² i pokriva ili se dijelom preklapa s područjima na kojima žive ženke. Druge mužjake ignoriraju ili po potrebi napadaju. Ženke imaju manja područja (od 0,6 do 1 km²) i češće se po dvije kratkotrajno udruže i idu zajedno u potragu za hranom. Mužjaci nadziru ženke koje žive na njihovom području, ali do direktnog kontakta dolazi samo u vrijeme parenja.
Orangutani su mirniji od drugih čovjekolikih majmuna. Mužjaci ponekad puštaju glasne krikove da upozore druge mužjake na svoje područje ili u vrijeme parenja da dozovu ženke.

### Inteligencija
Kod orangutana se rjeđe vidi korištenje alata nego kod na primjer čimpanzi, ali je viđeno da koriste štapove za kopanje, u borbi ili da se njima češu. U zatočeništvu su naučili otvarati kopčama zatvorenu kutiju da dođu do voćke koja je bila u njoj. Testovi su pokazali da uz pomoć ploča sa simbolima mogu komunicirati s ljudima jednostavnim rečenicama.

### Prehrana
Orangutani se hrane pretežno voćem, lišćem i korom, a uz to i kukcima, kao na primjer termitima, ptičjim jajima i malenim kralježnjacima. Širenjem sjemenja pojedenog voća orangutan je vrlo važna karika u održavanju raznovrsnosti kišnih šuma. Upravo zato se orangutan smatra ključnom vrstom za preživljavanje tropskih kišnih šuma.

## Razmnožavanje i razvoj
Orangutani se pare poliginijski, što znači da se jedan mužjak pari s više ženki, što u slučaju ove vrste znači, da se mužjak pari sa ženkama koje žive na njegovoj teritoriji, ili se dijelom s njegovom teritorijom preklapaju. Pare se okrenuti jedno prema drugom, ovješeni rukama o grane. Nakon skotnosti od 230 do 260 dana, ženka donosi na svijet jedno mladunče, a ponekad i blizance. Mladunci se rađaju teški oko 1,5 kg i prve tjedne života provode držeći se majci za trbuh. U dobi od 4 mjeseca prvi put uzimaju krutu hranu koju u početku majka prije toga malo sažvaće. Sa sisanjem trajno prestaju tek u dobi od 3,5 godina. I nakon toga, mladunac ostaje još više godina uz majku, a potpuno samostalan i spolno zreo je tek s punih osam godina. Ovo dugo razdoblje podizanja podmlatka je tipično za čovjekolike majmune. Prednost tog oblika njege mladunaca je u tome, da oni nauče sve potrebno za život u prirodi, pa i tehnike pripreme hrane.
Nakon što mladunac odraste, kreće u potragu za vlastitim revirom. Ponekad se u toj potrazi mlade životinje okupe u manje grupe. Ženke najčešće ostanu na području u blizini majke, dok mužjaci duže lutaju dok nađu područje gdje nema drugih mužjaka.
U prirodi orangutani žive oko 35 godina, a u zatočeništvu nerijetko i 50 godina. 

## Ugroženost
Kako je ranije navedeno, još od pleistocena se područje na kojem žive orangutani neprekidno smanjuje. U prirodi živi još oko 20.000 do 30.000 jedinki. Prema novijim procjenama, broj jedinki je manji od 20.000, od toga 15.000 na Borneu. Broj jedinki koje žive na Sumatri (procjena iz 1997.) je oko 1.500, dok optimisti misle da ih ima par tisuća. IUCN je podvrstu na Sumatri stavio na popis vrlo ugroženih vrsta, a one s Bornea na popis ugroženih. Time se orangutan, uz brdskog gorilu smatra najugroženijim čovjekolikim majmunima.
Ljudi svojom aktivnostima, naročito legalnim i ilegalnim krčenjem i sječom kišnih šuma (uglavnom za proizvodnju papira i celuloze, manje radi dobivanja obradivih površina) snažno ugrožavaju ovu vrstu. Iako su vrlo vrijedna stabla najčešće ilegalno srušena, proizvodi od tog drveta se legalno i vrlo jeftino prodaju na tržištima razvijenih zemalja. 
U novije vrijeme velika potražnja za palminim uljem u tim zemljama dodatno ugrožava prirodni okoliš orangutana. U Indoneziji se sijeku i krče velike površine kišnih šuma da se stvori prostor za sadnju divovskih monokulturnih plantaža. Osim uništavanja životnog prostora orangutana i velikog broja drugih vrsta i otimanja zemljišnih prava indigenim narodima, rijeke i podzemne vode truju se pesticidima, osjetljivoj zemljinoj kori s vrlo tankim slojem humusa oduzimaju se hranjive tvari, a tlo ostaje nezaštićeno izloženo eroziji. Nakon nekoliko godina, uljnate palme više ne rode, a tlo nije pogodno za bilo kakvu drugu kulturu. Tako se zatvara krug. Životinje su ostale bez staništa, ča lokalno stanovništvo bez podloge za privređivanje.
Sljedeći razlog za ugroženost orangutana je i njihova vrlo niska stopa reprodukcije. Ženka orangutana tijekom čitavog života često ne podigne više od tri mladunca. To znači, da se i zaštićene populacije vrlo sporo obnavljaju. Smatra se, da povećanje smrtnosti od samo 1% znači izumiranje populacije u roku od 50 godina.
Sljedeća velika ugroza ove vrste je ilegalna trgovina. Cijena bebe orangutana na crnom tržištu se kreće oko 30.000 Eura. Pri tome, do bebe je praktično nemoguće doći bez da se ubije majku. Uz to, ulovljene životinje često ugibaju od stresa ili tijekom transporta.

## Rehabilitacija
Postoji više mjesta na malezijskom kao i na indonezijskom dijelu Bornea kao i na Sumatri gdje se mnogi dobrovoljci pod vođstvom stručnjaka bave podizanjem mladunaca i njihovom pripremom za ponovno vraćanje u divljinu.
Najvažniji koraci u rehabilitaciji su:
- Zapljena i smještaj u centre za rehabilitaciju:

U tim područjima se orangutani često drže kao kućni ljubimci, iako je to zabranjeno. Kad ih se nađe, zaplijene ih i dovode u centar za rehabilitaciju.
- Karantena i smještanje u kavez:

Pošto su orangutani genetički vrlo slični ljudima, mogu oboljeti od gotovo svih bolesti kao i ljudi. Mogu dobiti čak i malariju. Od TBCa ugibaju u roku od nekoliko mjeseci, ali puno češće pate od snažnog bronhitisa ili kroničnog proljeva koji ih jako oslabe. Zbog toga se pridošlice pregledavaju i smješta ih se odvojeno od ljudi i drugih životinja. Iza toga ih se cijepi protiv dječje paralize i TBC-a. Za to ih se vrijeme privikava na novu okolinu i uči da grade gnijezda, penju se po kavezu i drveću u kavezu i uči, kako da izbjegavaju kontakt s tlom.
- Prvi dodir sa šumom:

Zdrave životinje koje prođu osnovne vježbe preživljavanja, pušta se u šumu u neposrednoj blizini centra, i daje im se hrana dva put dnevno. Ovu prehranu se namjerno priprema vrlo monotono, kako bi se životinje potakle, da same krenu u šumu u potragu za drugom hranom i voćem. 
- Život u slobodi:

Orangutani koji mogu preživjeti bez pomoći ljudi (životinje koje još vrlo rijetko dolaze na mjesta gdje ih se hrani) odvode se duboko u džunglu i tako prisiljava da same prežive. Povremeno pojedini orangutani i sami napuštaju blizinu centra i odlaze u samostalni život. No, kako su prostori tropskih šuma ogromni, teško je točno ocijeniti uspjehe ovih programa.

## Legenda
Na jeziku domorodaca orang = čovjek, a utan ili hutan = šuma, dakle, orang utan u prijevodu znači "šumski čovjek". Mnogi Indonežani vjeruju da su ovi mirni stanovnici šuma ljudi jednako kao i oni. Po njihovom mišljenju, od ljudi se razlikuju samo u jednom: ne vole raditi. I kako ih se ne bi moglo nagovoriti na rad, u prisutnosti ljudi se pretvaraju da ne znaju govoriti.

## Vanjske poveznice
|  | Zajednički poslužitelj ima još gradiva o temi Orangutan |
|  | Wikivrste imaju podatke o taksonu Orangutanu            |

- Spasi orangutane  Arhivirana inačica izvorne stranice od 3. listopada 2015. (Wayback Machine) (en)